# 共同通信社杯競輪
共同通信社杯競輪（きょうどうつうしんしゃはいけいりん）は、2016年以降、毎年9月に開催される競輪のGII競走である。

## 概要
共同通信社杯競輪は、以下が他の特別競輪とは異なるという点が特徴である。
- 未来のスター選手を目指す登竜門となるよう、若手選手がより多く選抜されること
- 一次予選・二次予選については選考順位による自動番組編成であること

選手選考においては、冠スポンサーである共同通信社による推薦枠（3名以内）があるほか、旧日本競輪学校ないし日本競輪選手養成所を一定期間内に卒業した選手のうち、選考期間における平均競走得点上位者から順次25名に達するまで選抜することになっている。そのため、第37回（2021年）では山口拳矢がデビューから最短でGII以上の特別競輪を制覇するなどの記録が生まれている。
そしてレースの組み合わせについて、選考順位によって組み合わせが決まるという現行競輪の男子戦では唯一の開催となっている。
一次予選は、開催の選考順位ごとに出走するレースが割り振られ、割り振られた結果の9名によってレースが行われる。選考順位1位～12位は別個のレースに、13位～24位が別個のレースにという具合である。S級S班の選手は選考順位1位～9位となるので、必ずS班選手は単独での出走となる。
ただしレース番号および車番は自動決定ではなく、かねてより競走得点により決定する4番・6番・8番車を除き番組編成員の判断で車番を決める。
二次予選は、初日1レースの1着・3レースの2着・4レースの1着…のように決められたレースの決められた着順により出走するレースが決められていく。こちらもレース番号と車番は番組編成員が決める。
いずれの予選も自動編成である故に、通常は各開催での決勝戦（勝ち上がり）やKEIRINグランプリ・ヤンググランプリ（一発勝負）、オールスター競輪におけるドリームレースまたはオリオン賞レース（ファン投票得票順に選出）程度に限られる、肉親（兄弟・親子）での同一レース出走が予選競走で見られることがある。他にも、選考順位次第で、例えば同一レースで選手全員が自力型（先行）であったり地区が極端に偏るなど、通常では余程でなければ目にすることのない番組編成が見られる可能性もある。
詳しい編成方法はこちらを参照。

準決勝以上、および敗者戦はは従来の人手による番組編成で組み合わせ・車番を決定する。

### 賞金
以下は、第40回大会（2024年）の決勝戦における各着順の賞金額。うち、（　）内は副賞（1〜3着に授与）を含んだ金額（いずれも単位は万円）。
| 1着             | 2着             | 3着          | 4着   | 5着   | 6着   | 7着   | 8着   | 9着   |
| --------------- | --------------- | ------------ | ----- | ----- | ----- | ----- | ----- | ----- |
| 2,700 （2,890） | 1,380 （1,444） | 0771 （801） | 437.9 | 324.4 | 268.1 | 252.9 | 238.6 | 225.1 |

## 歴史
共同通信社杯競輪の母体は、日本の競輪発祥40周年を記念して開催された、1988年（昭和63年）10月18日の平塚競輪場における一発勝負の特別競走「ルビーカップ」がスタートとされる。
1988年10月18日の平塚競輪場での「ルビーカップ」では、チャンピオン杯、シニア杯が行われた。
- チャンピオン杯の出場選手は、北日本、関東、南関東、中部、近畿、中国、四国、九州の全国8地区ごとに平均競走得点（1988年1月 - 6月）第1位選手と、これにいわゆる「ワイルドカード」枠（選手選考委員会で選出。基本的には各地区の競走得点第2位選手8人のうち最も高い選手が選出された）による選手1人を加えた9人で争われた[7]。
  - 出場選手は、小磯伸一（北日本）、山口健治（関東）、滝澤正光（南関東）、竹内久人（中部）、松本整（近畿）、佐古雅俊（中国）、伊藤豊明（四国）、中野浩一（九州）、井上茂徳（九州）[7]。
- シニア杯の出場選手は、1987年（昭和62年）以前の特別競輪の優勝者のうち（当時）現役選手である9人で争われた[7]。
  - 出場選手は、中里光典（兵庫）、班目秀雄（福島）、新井正昭（埼玉）、伊藤繁（神奈川）、稲村雅士（群馬）、工藤元司郎（茨城）、荒川秀之助、阿部道（以上宮城）、荒木実（京都）[7]。

ルビーカップは1989年（平成元年）10月22日に開催された第2回大会から共同通信社提供のトロフィーをかけて開催されるようになり、大会名も「共同通信社杯ルビーカップレース」と改められた。以来第6回大会まで、毎年10月中旬に一発勝負の競走として開催された。第6回大会までは、出場選手の選考方法は上記のチャンピオン杯の選考方法がそのまま適用された。
ただ、地区代表戦のような形は既に全日本選抜競輪が開催されていたことや、出場選手側からもラインが組みにくいと不評だったこともあり、本大会を敢えて開催する意義はないという意見も出たため、1994年（平成6年）の第7回大会は独立した1レースとしてではなく、大垣競輪場で開催された第10回全日本選抜競輪の中の1レースとして、大会4日目（当時は6日制）である8月1日にシードレース（全員が準決勝戦に勝ち上がれる二次予選特別選抜戦。一次予選特別選抜戦3個レースの各上位3人ずつ9人による）として行われた。ただし、全日本選抜競輪に組み込まれた形での開催はこの第7回限りとなった。
- 2017年8月より2020年5月まで、S級では単発の企画レースとして「ルビーカップ」に近い形態の「S級ブロックセブン」（7車立て）が主に開設記念競輪（GIII）最終日の第6レース[注 1]にて行われていた（詳細は当該項目を参照）。なお、「S級ブロックセブン」は新型コロナウイルス蔓延の影響で2020年6月の開催が中止となって以降、休止が続いている。

名古屋競輪場で開催された1996年（平成8年、年度は1995年度）の第8回大会からは、それまでの一発勝負の方式から4日制トーナメントによる準特別競輪（現在のGII）相当の競走となった。さらに日本選手権競輪出場選考順位を決めるダービートライアルの廃止に伴いその開催時期に相当する1月下旬に開催されるようになり、ダービートライアルの代わりにダービー（日本選手権競輪）の前哨戦という位置づけがされた。2001年度からの番組改革により開催時期が10月に変更され、同時にダービーではなく競輪祭のトライアルレースとなった（現在は開催時期が早まったにもかかわらず、競輪祭の選考期間終了後に実施されているため、本競走で活躍しても競輪祭までの特別競輪の出走権は得られない）。
2009年度からの番組改革では、前年度限りで廃止されたふるさとダービーに代わるものとして年2回の開催とし、従来の10月開催だけでなく4月にも「共同通信社杯 春一番（- はるいちばん）」を開催することになった。これに併せて、従来からの秋開催については「共同通信社杯 秋本番（- あきほんばん）」の名称が与えられた。 
「共同通信社杯 春一番」では、従来になかったシステムがとられている。
- 出場選考における若手選手（2009年度は86期 - 93期）の優遇
- スポンサー推薦出場枠の新設
- 初日特選レースの廃止（初日の番組構成は選考順位順の自動編成）

これらの変更により、伸び盛りの若手が多数出場し、上位クラスの選手との真剣勝負が期待できる。
その後、平成24年度以降の特別競輪開催見直しにより、2012年より再び年1回に戻り4月開催となった。理由としてGII以上の特別競輪における出場選手のマンネリ化の防止・開催日程の過密化抑制のほか、若手選手育成の登竜門的な大会とするとして、1年1開催に戻すことにしたものである。年1回化した現在においても「春一番」のシステムを引き継ぎシードレースである初日特選は設けられておらず、勝ち上がりは自動番組編成としている。
さらに平成28年度以降の特別競輪開催見直しによって、2016年より9月開催となり現在に至る。開催日はハッピーマンデー制度で敬老の日が必ず月曜日の祝日であることから、その3日前の金曜日を初日とする4日間の日程で開催している。これに対抗し、日本中央競馬会（JRA）は共同通信社杯競輪決勝当日（敬老の日）の開催を「JRAスーパープレミアム」対象として実施している。
COVID-19の流行期には、無観客や入場制限の措置が取られた。第36回大会（2020年）、第38回大会（2022年）では、観客の入場制限が行われ、第37回大会（2021年）は、岐阜県独自の緊急事態宣言の影響で無観客での開催が行われた。
この間、2020年の開催は目標（62億円）を大きく上回る76億円超を売り上げたが、無観客開催となった2021年は60億円（目標60億円）、終盤の台風14号接近による他場・場外での発売中止が相次いだ2022年は74億円（目標80億円）、入場制限が撤廃された第39回大会（2023年）も69億円（目標82億円）と、低調な売り上げが続いている。
第40回大会（2024年）より、2008年以来16年ぶりに正式名称を共同通信社杯から共同通信社杯競輪に戻された。四日間の総売上額は前年より14.8％増の79億2687万5100円で、目標額とした72億円を大きく上回った。

## 出場選手選抜方法
毎回若干変更・修正されるものの、基本的に以下の資格順位により正選手108名、補欠選手8名を選抜する。
- 選考期間…当年1月〜6月（6か月）、選考月…7月、最低出走回数…24出走[注 6]

1. S級S班在籍者
2. 直近前回のオリンピック自転車競技トラック種目メダル獲得者
これについては、次のオリンピックが開催されるまで継続して選出する
[注 7]
3. 共同通信社が推薦する者（3名以内）
4. 上記で選抜された者を除く、旧日本競輪学校ないし日本競輪選手養成所を一定期間内に卒業[注 8]した選手のうち、選考期間における平均競走得点上位者から順次25名に達するまで選抜する
5. FI開催（S級シリーズ）の決勝での1〜3位回数の上位者
1位の回数が同数の場合は2位の回数の多い選手を、2位の回数が同数の場合は3位の回数の多い選手を順次選抜する
3位の回数が同数の場合は平均競走得点上位者を優先して選抜する
6. 上記で選抜された者が108名に達しない場合、残余の選手については選考期間における平均競走得点上位者から順次選抜する

選考期間における平均競走得点が同点の場合は、同期間における選考用賞金獲得額上位者を上位とする。
補欠選手は、正選手を除くFI開催（S級シリーズ）の決勝での1〜3位回数の上位者からさらに順次選抜される。
年次によっては、選手選考対象期間において2か月以上JCFトラック種目強化指定（A）に所属した者（開催時S級1班所属が条件）が選抜方法に加えられることもある。

## 概定番組
初日から3日目は12レース、4日目（最終日）のみ11レースが行われる。
| 第1日                     |                           | 第2日                                          |                           | 第3日                                                   |                           | 第4日                                          |
| ------------------------- | ------------------------- | ---------------------------------------------- | ------------------------- | ------------------------------------------------------- | ------------------------- | ---------------------------------------------- |
| 凡例: 勝ち上がり戦 敗者戦 | 凡例: 勝ち上がり戦 敗者戦 | 凡例: 勝ち上がり戦 敗者戦                      | 凡例: 勝ち上がり戦 敗者戦 | 凡例: 勝ち上がり戦 敗者戦                               | 凡例: 勝ち上がり戦 敗者戦 | 決勝                                           |
|                           |                           |                                                |                           |                                                         |                           | 準決勝 1-3位 (9) 0                             |
| 一次予選 x12              |                           | 二次予選A x3                                   |                           | 準決勝 x3                                               |                           | 特別優秀 x2                                    |
|                           |                           | 一次予選 1-2位 (24) 一次予選 3位 (3)           |                           | 二次予選A 1-5位 (15) 二次予選B 1-3位 (12)               |                           | 準決勝 4-6位 (9) 特選 1-3位 (9)                |
|                           |                           | 二次予選B x4                                   |                           | 特選 x3                                                 |                           | 特選 x3                                        |
|                           |                           | 一次予選 3位 (9) 一次予選 4-5位 (24) 6位 (3) 0 |                           | 二次予選A 6-9位 (12) 二次予選B 4-6位 (12) 7位 (2) 0     |                           | 準決勝 7-9位 (9) 特選 7-9位 (9) 選抜 7-9位 (9) |
|                           |                           |                                                |                           | 選抜 x3                                                 |                           | 選抜 x3                                        |
|                           |                           |                                                |                           | 二次予選B 7位 (1) 8-9位 (8) 特一般 1-3位 (15) 4位 (3) 0 |                           | 特選 7-9位 (9) 選抜 4-6位 (9) 一般 7-9位 (9)   |
|                           |                           | 特一般 x5                                      |                           | 一般 x3※                                                |                           | 一般 x2                                        |
|                           |                           | 一次予選 6位 (9) 7-9位 (36) 0                  |                           | 特一般 4位 (5) 5-9位 (25) ※帰郷 7-9位 (9)               |                           | 選抜 7-9位 (9) 一般 4-6位 (9)                  |

勝ち上がり戦
- 「一次予選」 第1日に合計12レース行われ、各レース1-2着24名と3着のうち選考順位上位3名が「二次予選A」に、3着のうち残り9名と4-5着24名と6着のうち選考順位上位3名が「二次予選B」に進出。
- 「二次予選A」 合計3レース行われ、各レース1-5着15名が「準決勝」進出。
- 「二次予選B」 合計4レース行われ、各レース1-3着12名が「準決勝」進出。
- 「準決勝」 第3日後半3レース。各レース1-3着9名が「決勝」に進出。
- 「決勝」 最終日最終レース。

その他、2日目以降に予選敗退者を対象とした「特一般」、「一般」、「選抜」、「特選」、「特別優秀」が開催される。
最終日の競走は11レースしか設定されていないため、3日目「一般」各レース7-9着9名は、最終日を待たずに強制的に（失格はなくても）途中帰郷（「お帰り」）させられる可能性がある。
2020年は最終日の第9レースに「ガールズケイリンコレクション」伊東温泉ステージが行われたほか、2022年も同じく最終日の第11レースでガールズケイリン「ティアラカップ」が開催されたため、いずれも4日間とも12レースが行われた。

## 過去の優勝者
- 第7回大会までは単発の「ルビーカップ」（うち第6回大会までは特別競走、第7回大会のみ全日本選抜競輪二次予選特別選抜競走）として実施
- 1995年度より4日制トーナメント・準特別競輪（GII）として実施
- 2009年度より年2回制に移行
- 2012年度より再び年1回制に移行

| ルビーカップ                                                  | ルビーカップ | ルビーカップ | ルビーカップ | ルビーカップ |
| 回                                                            | 開催年       | 開催場       | 優勝者       | 府県         |
| ------------------------------------------------------------- | ------------ | ------------ | ------------ | ------------ |
| 1                                                             | 1988年       | 平塚         | 伊藤豊明     | 愛媛         |
| 2                                                             | 1989年       | 平塚         | 坂本勉       | 青森         |
| 3                                                             | 1990年       | 平塚         | 滝澤正光     | 千葉         |
| 4                                                             | 1991年       | 平塚         | 郡山久二     | 大阪         |
| 5                                                             | 1992年       | 大垣         | 鈴木誠       | 千葉         |
| 6                                                             | 1993年       | 広島         | 神山雄一郎   | 栃木         |
| 7                                                             | 1994年       | 大垣         | 高木隆弘     | 神奈川       |
| 共同通信社杯競輪（第8-21回、40回-） 共同通信社杯（第22-39回） |              |              |              |              |
| 回                                                            | 開催年       | 開催場       | 優勝者       | 府県         |
| 8                                                             | 1996年       | 名古屋       | 後閑信一     | 群馬         |
| 9                                                             | 1997年       | 花月園       | 神山雄一郎   | 栃木         |
| 10                                                            | 1998年       | 久留米       | 神山雄一郎   | 栃木         |
| 11                                                            | 1999年       | 広島         | 内林久徳     | 滋賀         |
| 12                                                            | 2000年       | 高松         | 内林久徳     | 滋賀         |
| 13                                                            | 2001年       | 取手         | 神山雄一郎   | 栃木         |
| 14                                                            | 2001年       | 京王閣       | 後閑信一     | 群馬         |
| 15                                                            | 2002年       | 宇都宮       | 神山雄一郎   | 栃木         |
| 16                                                            | 2003年       | 広島         | 吉岡稔真     | 福岡         |
| 17                                                            | 2004年       | 高松         | 佐藤慎太郎   | 福島         |
| 18                                                            | 2005年       | 松山         | 兵藤一也     | 群馬         |
| 19                                                            | 2006年       | 岐阜         | 合志正臣     | 熊本         |
| 20                                                            | 2007年       | 向日町       | 村上博幸     | 京都         |
| 21                                                            | 2008年       | 久留米       | 佐藤友和     | 岩手         |
| 22                                                            | 2009年 春    | 佐世保       | 永井清史     | 岐阜         |
| 23                                                            | 2009年 秋    | 取手         | 山崎芳仁     | 福島         |
| 24                                                            | 2010年 春    | 小松島       | 村上義弘     | 京都         |
| 25                                                            | 2010年 秋    | 奈良         | 伏見俊昭     | 福島         |
| 26                                                            | 2011年 春    | 武雄         | 武田豊樹     | 茨城         |
| 27                                                            | 2011年 秋    | 松阪         | 小野俊之     | 大分         |
| 28                                                            | 2012年       | 名古屋       | 渡邉一成     | 福島         |
| 29                                                            | 2013年       | 福井         | 長塚智広     | 茨城         |
| 30                                                            | 2014年       | 伊東         | 新田祐大     | 福島         |
| 31                                                            | 2015年       | 防府         | 神山雄一郎   | 栃木         |
| 32                                                            | 2016年       | 富山         | 竹内雄作     | 岐阜         |
| 33                                                            | 2017年       | 武雄         | 諸橋愛       | 新潟         |
| 34                                                            | 2018年       | 高知         | 平原康多     | 埼玉         |
| 35                                                            | 2019年       | 松阪         | 郡司浩平     | 神奈川       |
| 36                                                            | 2020年       | 伊東         | 中本匠栄     | 熊本         |
| 37                                                            | 2021年       | 岐阜         | 山口拳矢     | 岐阜         |
| 38                                                            | 2022年       | 名古屋       | 郡司浩平     | 神奈川       |
| 39                                                            | 2023年       | 青森         | 深谷知広     | 静岡         |
| 40                                                            | 2024年       | 宇都宮       | 眞杉匠       | 栃木         |

## 決勝戦テレビ中継
- 第29回（2013年）以降は原則BS日テレで放送されていたが、第33回（2017年）以降は年によって変動している。
  - 2017年は三日目中止順延の影響で12R準決勝を放送、第34回（2018年）はFun!BASEBALL!! （巨人対中日戦）の関係でBSフジで放送された。第35回（2019年）以降はプロ野球中継の有無にかかわらず放送されなくなった。

- 第28回（2012年）までは地上波中継もあったが、その後は放送があってもBSのみになっていた。

## 今後の開催予定
- 第41回 - 2025年 9月12日-15日 - 福井競輪場（12年ぶり2回目）
- 第42回 - 2026年 9月18日-21日 - 富山競輪場（10年ぶり2回目）

## エピソード
- 第9回（1997年）で記録した売上額293億7137万5600円は、1開催あたり過去最高記録[22]。

- 第39回（2023年）までで、完全優勝（予選・準決勝とも全て1着）達成者は、3名[23]。
  - 山崎芳仁（第23回）、村上義弘（第24回）、郡司浩平（第38回）

- 第36回（2020年）では、以下の記録が生まれた。
  - 2日目（9月19日）第2レースにおいて、3連単払戻金が1,002,490円（④柿澤大貴⑧渡辺十夢⑥竹内翼／490番人気）となり、3連単導入以後のGII開催では最高払戻額となった（GI開催を含めると3番目の払戻額）。また、2020年のビッグレースでは初の100万円以上の払戻額となった[24]。
    - GII開催でのそれ以前の最高払戻額の最高記録は、2007年10月7日の第20回共同通信社杯第12レースにおける960,010円[24]。

  - 最終日（9月21日）決勝では、1着入線の山田英明が押上により失格となり、2着入線の中本匠栄が繰り上がりで優勝。中本はビッグレース（GII以上）初優勝（決勝進出も初であった）となった。ビッグレース決勝での1着失格は2005年4月のふるさとダービー（武雄）での小野俊之以来、15年ぶり9例目[21]。

- 第37回（2021年）では、いずれも山口拳矢により、以下の記録が生まれた。
  - 2日目（9月18日）第8レースにおいて、岐阜競輪場バンクレコードタイとなる上がりタイム10秒7[3]。
  - 史上最速となる、デビューから1年114日でのビッグレース初優勝（それまでは2010年12月の深谷知広による、デビューから1年159日）[25]。

- 第38回（2022年）では、最終日の第11R（ガールズケイリン「ティアラカップ」）と第12R決勝戦において、発走直前に名古屋フィルハーモニー交響楽団演奏によるファンファーレ（事前録音）が流された（通常名古屋競輪場では、独自のファンファーレを流し今大会でも決勝以外は独自のものだが、ここでは佐藤直紀作曲の通常特別競輪用の曲）。これは、名古屋フィルハーモニー交響楽団による福祉コンサートのインターネット配信が2021年度の競輪補助事業として採用されたことに因んでいる[26]。

- 第40回（2024年）では、大会最多優勝者でもある神山雄一郎（宇都宮競輪場をホームバンクとする）が、共同通信社からの推薦枠で7年ぶりに参戦した。神山は56歳5か月だがS級2班であり、GII最年長出場となった。